# خشب صلب

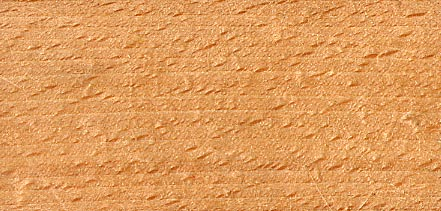
الزان عبارة عن خشب صلب شهير من المنطقة المعتدلة

الخشب الصلب عبارة عن خشب من أشجار كاسيات البذور (وبشكل أكثر دقة، أشجار كاسيات البذور غير أحاديات الفلقة). ويمكن استخدام هذا المصطلح للإشارة إلى هذه الأشجار ذاتها: وغالبًا ما تحتوي على أوراق عريضة، وتتواجد في العروض الجغرافية المعتدلة والشمالية، وفي الغالب تكون نفضية، إلا أنها غالبًا ما تكون دائمة الخضرة في المناطق الاستوائية وشبه الاستوائية.
ويتعارض الخشب الصلب مع الخشب اللين (الذي يأتي من أشجار عاريات البذور). ولا تكون الأخشاب الصلبة، بالضرورة، أكثر صلابة من الأخشاب اللينة. ففي كلا المجموعتين، هناك تنوع شديد في درجة صلابة الخشب الفعلية، حيث يشتمل نطاق كثافة الأخشاب الصلبة على كل نطاق الأخشاب اللينة، وبعض الأخشاب الصلبة (على سبيل المثال (البلسا) ألين من أغلب الأخشاب اللينة، في حين أن خشب الطقسوس يعد مثالاً على الأخشاب اللينة التي تتسم بالصلابة.
ويجب ألا نخلط بين الخشب الصلب ومصطلح «خشب القلب» (والذي يمكن أن ينتمي إلى الأخشاب الصلبة أو الأخشاب اللينة).

## الخصائص
صور مأخوذة 

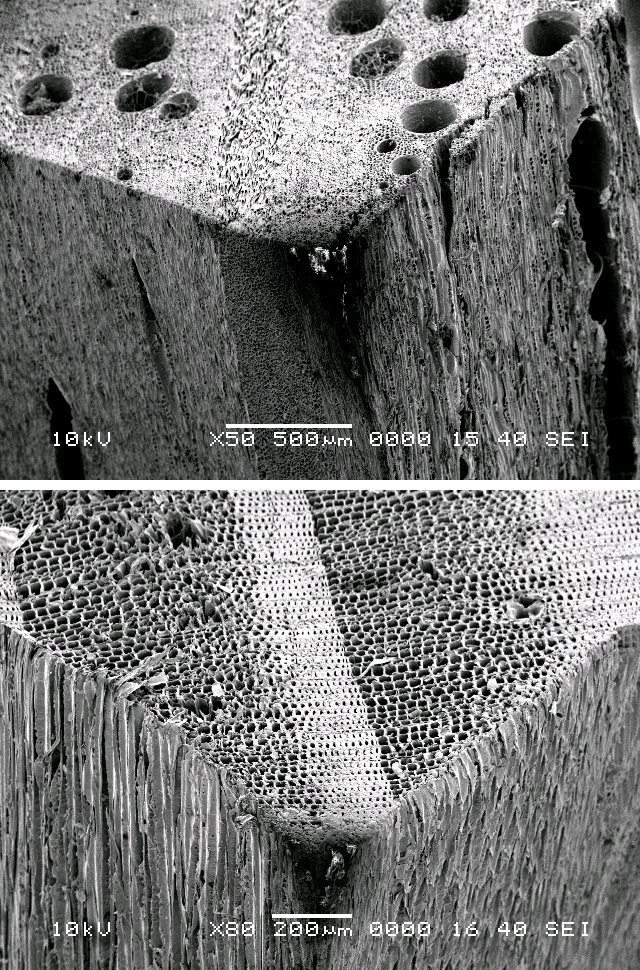
SEM تظهر تواجد المسام في الأخشاب الصلبة (السنديان، الصورة العلوية) وغيابها في الأخشاب اللينة (الصنوبر، الصورة السفلية)

تتسم بنية الأخشاب الصلبة بأنها أكثر تعقيدًا من الأخشاب اللينة. والسمة الرئيسية المسيطرة التي تميز «الأخشاب الصلبة» عن الأخشاب اللينة هي تواجد المسام، أو الأوعية. ويمكن أن تتميز تلك الأوعية بالتنوع الشديد في الحجم وشكل لوحات الثقب (بسيطة، سقالية، شبكية، ثقبية)، وهيكل جدار الخلية، مثل السمك اللولبي.
وكما يظهر من اسم هذه الأشجار، فإن الخشب المأخوذ من تلك الأشجار غالبًا ما يكون أكثر صلابة من الأخشاب اللينة.
ويتم الحصول على الأخشاب الصلبة من خلال أشجار كاسيات البذور التي تتكاثر عبر الزهور، ولها أوراق عريضة. والعديد من تلك الأنواع تتسم بأنها نفضية. وتلك الأشجار التي تنمو في المناطق المعتدلة تفقد أوراقها كل خريف مع انخفاض درجات الحرارة وتكون في طور السبات خلال فصل الشتاء،  أما الأشجار التي تنمو في المناطق الاستوائية فيمكن أن تلقي أوراقها عند حدوث فترات الجفاف الموسمية أو المتقطعة.
وغالبًا ما تظهر على الأخشاب الصلبة من الأنواع النفضية مثل السنديان حلقات نمو، إلا أن تلك الحلقات قد لا تظهر في بعض أنواع الأخشاب الصلبة الموسمية.

## التطبيقات
يتم استخدام الأخشاب الصلبة في مجموعة كبيرة من التطبيقات، بما في ذلك: الوقود والأدوات والإنشاءات وبناء القوارب وعمل الأثاث والآلات الموسيقية والأرضيات والطهي والبراميل وتصنيع الفحم، وما إلى ذلك. وتميل نجارة الأخشاب الصلبة إلى أن تكون باهظة الثمن مقارنة بالأخشاب اللينة. وفي الماضي، كانت الأخشاب الصلبة الاستوائية متاحة بسهولة، إلا أن إمدادات بعض الأنواع مثل ساج بورما والماهوجني تصبح الآن نادرة بسبب الاستغلال المفرط. وتتكون أبواب «الخشب الصلب» الأرخص ثمنًا، على سبيل المثال، الآن من قشرة رفيعة مثبتة على قلب مصنوع من الخشب اللين أو خشب الرقائق أو الخشب الليفي متوسط الكثافة (MDF). كما يمكن استخدام الأخشاب الصلبة كذلك في مجموعة متنوعة من الأشياء، ولكنه يستخدم بشكل رئيسي في الأثاث أو الآلات الموسيقية بسبب كثافته. ويمكن استخدام الأنواع المختلفة من الأخشاب الصلبة في استخدامات نهائية أو عمليات إنشاءات مختلفة.  ويرجع ذلك إلى تنوع السمات الواضح في أنواع الخشب المختلفة، بما في ذلك الكثافة والتحبب وحجم المسام ونمط النمو ونمط ألياف الخشب والمرونة والقدرة على الثني بالبخار.  على سبيل المثال، التحبب المتشابك لخشب الدردار (دردار spp.) يجعله مناسبًا لعمل مقاعد الكراسي حيث يمكن أن يتسبب دخول العناصر الأخرى في الأرجل وغيرها من المكونات التشقق في أنواع الخشب الأخرى.

### الطبخ
هناك علاقة متبادلة بين الكثافة والسعرات / الحجم. وتجعل تلك العلاقة الأخشاب الصلبة الأكثر كثافة مثل السنديان والكرز والتفاح أكثر ملاءمة لإشعال النيران في المعسكرات وعمل نيران الطهي وتدخين اللحوم لأنها تميل إلى الاحتراق وإعطاء قدر أكبر من الحرارة ولفترة أطول من الأخشاب اللينة مثل الصنوبر أو الأرز.

## كتابات أخرى
- Schweingruber, F.H. (1990) Anatomie europäischer Hölzer—Anatomy of European woods. Eidgenössische Forschungsanstalt für Wald, Schnee und Landscaft, Birmensdorf (Hrsg,). Haupt, Bern und Stuttgart.
- Timonen, Tuuli (2002). Introduction to Microscopic Wood Identification. Finnish Museum of Natural History, University of Helsinki.
- Wilson, K., and D.J.B. White (1986). The Anatomy of Wood: Its Diversity and variability. Stobart & Son Ltd, London.

## وصلات خارجية
- Center for Wood Anatomy Research